# Jean-Claude Aubriet

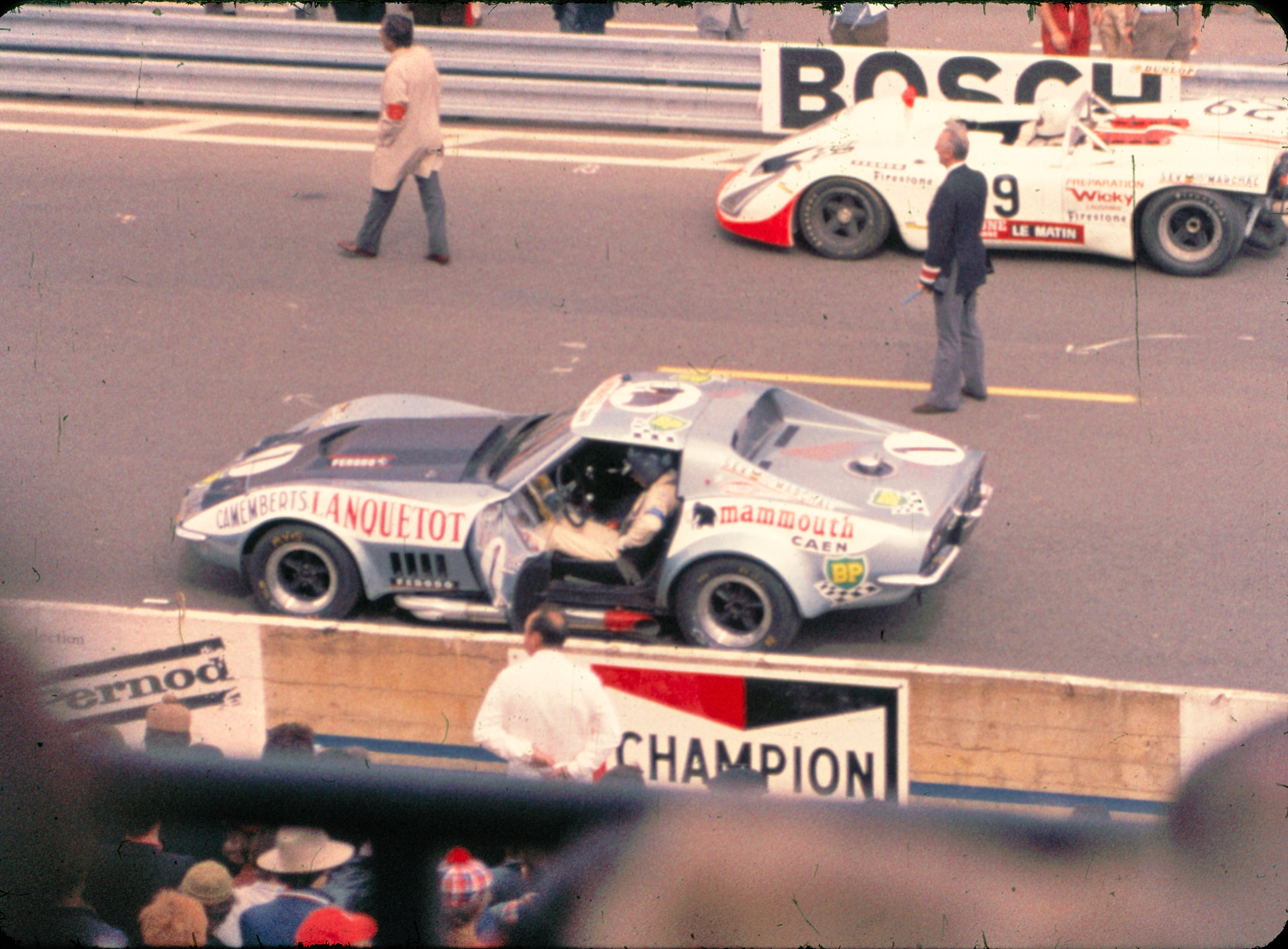
Vor dem Start zum 24-Stunden-Rennen von Le Mans 1971. Vorne der Chevrolet Corvette Stingray von Jean-Claude Aubriet und Jean-Pierre Rouget. Dahinter der Porsche 908/02 von André Wicky und Max Cohen-Olivar

Jean-Claude Aubriet (* 4. Juni 1933 in Bagnoles-de-l’Orne) ist ein ehemaliger französischer Autorennfahrer.

## Karriere als Rennfahrer
Jean-Claude Aubriet war in der ersten Hälfte der 1970er-Jahre mit seiner Écurie Leopard bei Sportwagenrennen aktiv. Siebenmal war er beim 24-Stunden-Rennen von Le Mans am Start. Beste Platzierung war der 15. Gesamtrang 1974, gemeinsam mit Jean-Claude Depince auf einem BMW 3.0 CSL.

## Statistik

### Le-Mans-Ergebnisse
| Jahr | Team                | Fahrzeug                    | Teamkollege         | Teamkollege | Platzierung | Ausfallgrund       |
| ---- | ------------------- | --------------------------- | ------------------- | ----------- | ----------- | ------------------ |
| 1970 | Écurie Léopard      | Chevrolet Corvette C3       | Joseph Bourdon      |             | Ausfall     | Unfall             |
| 1971 | Écurie Léopard      | Chevrolet Corvette Stingray | Jean-Pierre Rouget  |             | Ausfall     | Kraftübertragung   |
| 1972 | Écurie Léopard      | Chevrolet Corvette          | Jean-Claude Depince |             | Ausfall     | Zylinder überhitzt |
| 1973 | Écurie Léopard      | Chevrolet Corvette          | Jean-Claude Depince |             | Rang 18     |                    |
| 1974 | Jean-Claude Aubriet | BMW 3.0 CSL                 | Jean-Claude Depince |             | Rang 15     |                    |
| 1975 | Jean-Claude Aubriet | BMW 3.0 CSL                 | Jean-Claude Depince |             | Ausfall     | Unfall             |
| 1976 | Team Brock          | BMW 3.5CSL                  | Brian Muir          | Peter Brock | Ausfall     | Getriebeschaden    |

### Einzelergebnisse in der Sportwagen-Weltmeisterschaft
| Saison | Team                               | Rennwagen          | 1   | 2   | 3   | 4   | 5   | 6   | 7   | 8   | 9   | 10  | 11  |
| ------ | ---------------------------------- | ------------------ | --- | --- | --- | --- | --- | --- | --- | --- | --- | --- | --- |
| 1970   | Écurie Léopard                     | Chevrolet Corvette | DAY | SEB | BRH | MON | TAR | SPA | NÜR | LEM | WAT | ZEL |     |
| 1970   | Écurie Léopard                     | Chevrolet Corvette |     |     |     |     | DNF |     |     |     |     |     |     |
| 1971   | Jean-Claude Aubriet Écurie Léopard | Chevrolet Corvette | BUA | DAY | SEB | BRH | MON | SPA | TAR | NÜR | LEM | ZEL | WAT |
| 1971   | Jean-Claude Aubriet Écurie Léopard | Chevrolet Corvette |     |     |     |     |     | 16  |     |     | DNF |     |     |
| 1972   | Écurie Léopard                     | Chevrolet Corvette | BUA | DAY | SEB | BRH | MON | SPA | TAR | NÜR | LEM | ZEL | WAT |
| 1972   | Écurie Léopard                     | Chevrolet Corvette |     |     |     |     |     | DNF |     |     |     |     |     |
| 1973   | Écurie Léopard                     | Chevrolet Corvette | DAY | VAL | DIJ | MON | SPA | TAR | NÜR | LEM | ZEL | WAT |     |
| 1973   | Écurie Léopard                     | Chevrolet Corvette |     |     |     |     | 18  |     |     |     |     |     |     |
| 1974   | Jean-Claude Aubriet                | BMW 3.0 CSL        | MON | SPA | NÜR | IMO | LEM | ZEL | WAT | LEC | BRH | KYA |     |
| 1974   | Jean-Claude Aubriet                | BMW 3.0 CSL        |     | 12  |     |     | 15  |     |     | DNF |     |     |     |